# 清水九兵衛

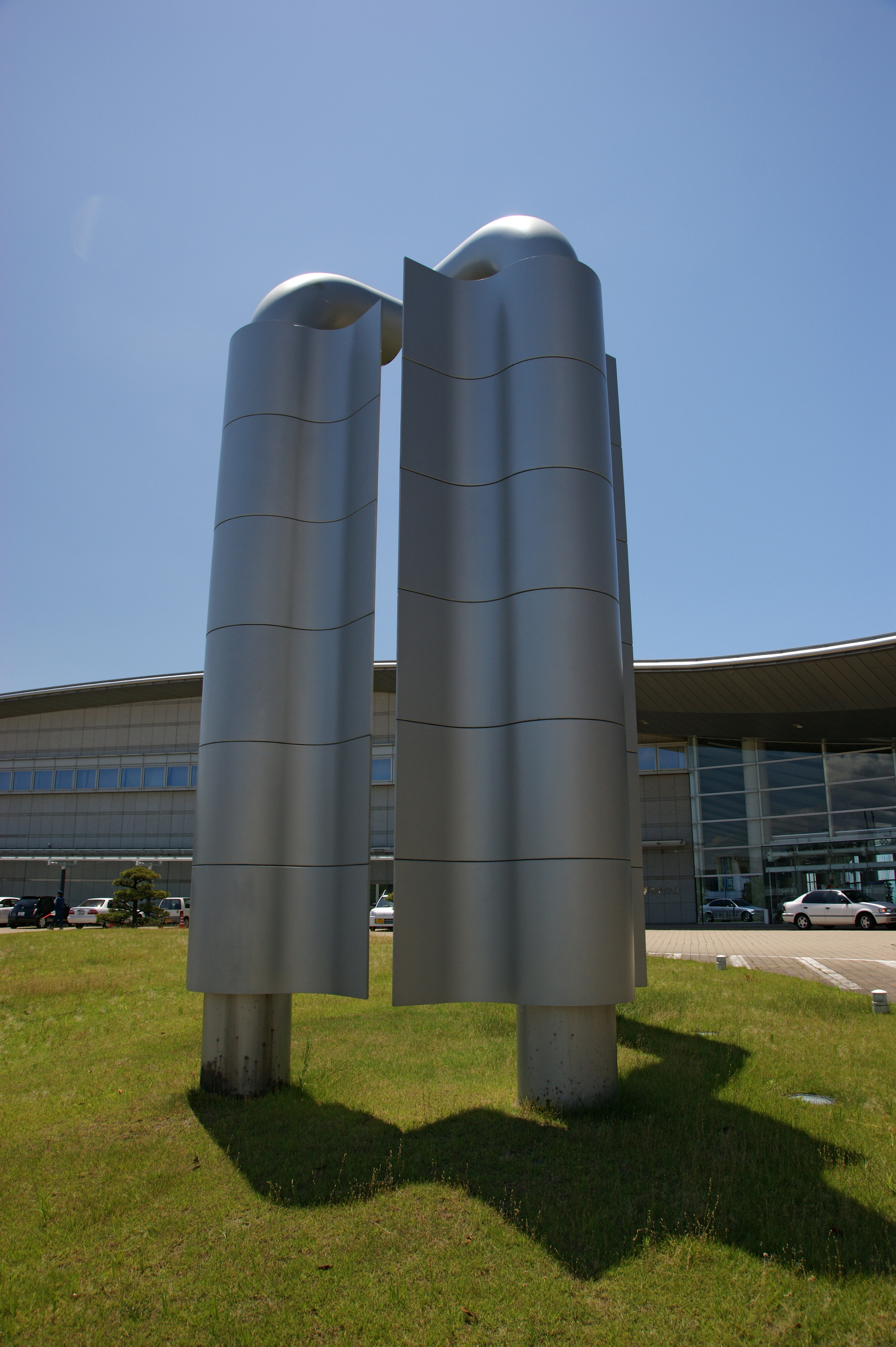
『語り合い』

清水九兵衞（きよみず きゅうべえ、1922年5月15日 - 2006年7月21日）は彫刻家、陶芸家。日本における抽象彫刻の第一人者である一方、京焼の名家として知られる清水六兵衞（七代）を襲名していた。名は広（廣）、旧姓は塚本。

## 略歴
愛知県大久手町（現・名古屋市千種区大久手町）に生まれ、愛知一中(現・愛知県立旭丘高等学校）へ進学。第二次世界大戦開戦直後に名古屋高等工業学校（現・名古屋工業大学）で建築を学び、主にイタリアのファシスト政権下で存続していたモダニズム建築に興味を持った。沖縄戦から生還し、戦後は東京藝術大学美術学部鋳金科で彫刻を学んだ。在学中に京都の清水焼の名跡、六代清水六兵衞の養子となり陶芸をはじめた。1953年に大学を卒業し、陶芸家として評価を高め日展の審査員も務めたが、その間もヨーロッパ、特にイタリアの現代彫刻に関心を持ち続け、1967年に日展を辞し陶芸をやめ抽象彫刻の制作を開始した。
1960年代末のヨーロッパ留学を経て、西洋の彫刻のもつ強い表現への意志とスケールの大きさ、公共空間や古い建築空間への調和などを見て影響を受けるが、同時に西洋の堅牢な建築や都市空間への違和感も覚え、日本の風土に適応する近代彫刻の可能性を探求することになった。この後、作品が周囲の環境に溶け込み調和するような「親和（アフィニティー、AFFINITY）」をテーマとすることとなった。
1970年に、それまでの真鍮にかわり、アルミ合金を鋳造して艶消しした抽象彫刻の制作を開始。大地から足を伸ばす垂直性と、足の上にアルミの有機的な形が大きく横たわる水平性を強調するスケールの大きな彫刻を多数制作し、ビルの公開空地や広場など公共空間に置かれるパブリック・アートも多く手がけた。
1981年に七代清水六兵衞を襲名。陶芸活動を再開し、花器などの制作を行う一方、彫刻制作も引き続き行った。2000年に長男の清水柾博が八代清水六兵衞を襲名した後は彫刻に専念し、アルミやステンレス、陶を組み合わせた造形を模索した。

## 受賞歴

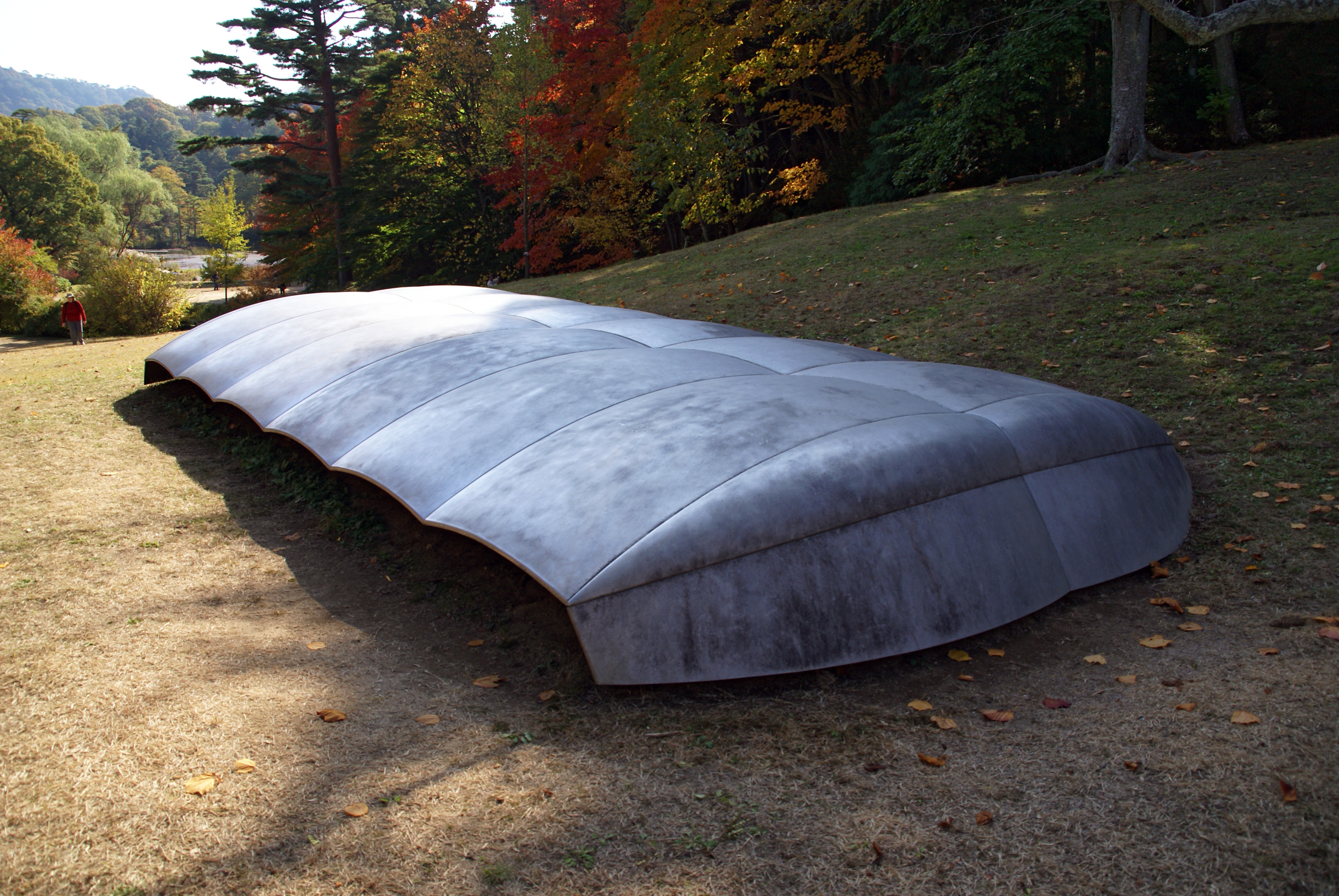
AFFINITY.L

- 1975年　宇部市の現代日本彫刻展で毎日新聞社賞・東京国立近代美術館賞受賞
- 1977年　日本芸術大賞を受賞
- 1979年　第一回ヘンリー・ムーア大賞展優秀賞を受賞
- 1980年　神戸須磨離宮公園現代彫刻展で大賞受賞
- 1985年　吉田五十八賞
- 1988年　京都府文化賞功労賞
- 1990年　京都市文化功労者
- 1990年　紫綬褒章受章

## 主な彫刻作品の設置場所
- 「AFFINITY.D」　1975年　兵庫県神戸市灘区六甲山町・神戸市立六甲山牧場
- 「AFFINITY.L」　1977年　兵庫県神戸市北区山田町下谷上・神戸市立森林植物園
- 「マスクA」　1981年　兵庫県神戸市中央区磯辺通4・花と彫刻の道
- 「朱龍」　1984年　東京都千代田区神田駿河台 三井住友海上駿河台ビル
- 「朱甲面」　1990年　DIC川村記念美術館 庭園内
- 「朱鯱容」　1991年　中区役所朝日生命共同ビル　(愛知県名古屋市中区)
- 「陽光」　1992年　大手町プレイス イーストタワー（東京都千代田区大手町）
- 「京空間C」　1994年　金沢美術工芸大学
- 「語り合い」　1999年　島根県立美術館（島根県松江市）
- 「共存」　2005年　兵庫陶芸美術館（兵庫県篠山市）
- 大阪モノレール美術館 - 多数